# Крилов Борис Юрійович
Борис Юрійович Крилов (нар. 6 серпня 1976, Будапешт, Угорщина) — український скульптор-монументаліст, дійсний член Національної спілки художників України та Королівського товариства скульпторів (Royal Society of Sculptors, Лондон).

## Біографія
У 1993—1999 роках навчався в Національній академії образотворчого мистецтва і архітектури у майстерні Швецова Валерія Валентиновича. Викладачами, що сформували розуміння та навички роботи над монументальною скульптурою, були Іван Макогон, Василь Бородай та Микола Олексієнко.
У 1999 р., на останньому курсі навчання в академії розпочалась творча співпраця з Олесем Сидоруком, що згодом оформилась у «Творчу майстерню Сидорука та Крилова» [Архівовано 13 грудня 2012 у Wayback Machine.]. Перші монументальні скульптури, пам'ятник Петрові Сагайдачному та Андрію Первозваному, вони виконали разом зі своїм вчителем Валерієм Швецовим. Самостійна робота розпочалась з монументу князюСвятославу Хороброму, праця над яким поклала початок технічно складним експериментам з поєднання бронзи та граніту.
2016 року «ТМСК» долучилася до роботи Благодійного фонду «Корона князів Острозьких» [Архівовано 16 липня 2019 у Wayback Machine.], реалізовуючи ряд різномасштабних проєктів, пов'язаних з історією та культурою України, Литви та Польщі. У їхньому числі меморіальна дошка князю Костянтину Острозькому для Штабу литовсько-польсько-української військової бригади у Любліні та пам'ятник, присвячений 100-річчю відновлення литовської державності «Витязь свободи» [Архівовано 21 листопада 2018 у Wayback Machine.]. Остання робота прикметна складністю своєї конструкції, оскільки це один із небагатьох кінних пам'ятників із двома точками опори. Сьогодні члени «Творчої майстерні Сидорука та Крилова» зайняті проєктом з відновлення надгробного пам'ятника князю Костянтину Івановичу Острозькому в Успенському соборі Києво-Печерської лаври.

## Нагороди
2001 р. — третя премія у другому Всеукраїнському конкурсі «Інтерyear 2001» за клубний комплекс «Ра».
2011 р. — за створення скульптурного комплексу страстотерпцям Борису і Глібу, був нагороджений званням «Почесний громадянин Вишгорода».
2018 р. — почесний знак Каунаської міської ради другого ступеня за пам'ятник, присвячений 100-річчю відновлення литовської державності «Витязь свободи».

## Пам'ятники
- Пам'ятник Вільгельмасу Сторосту (Відунас) (скульптори Б. Крилов, О. Сидорук, Клайпеда, Литва, 2019)[3][4].
- Пам'ятник, присвячений 100-річчю відновлення литовської державності «Витязь свободи» (у співавторстві, Каунас, Литва, 2018).
- Пам'ятник Т. Г. Шевченку (у співавторстві, Ірпінь, 2017).
- Пам'ятний знакТ. Г. Шевченку (у співавторстві, Київ, Аскольдова могила, 2014).
- Пам'ятник святителю Спиридону Тримифунтському (у співавторстві, Крим, Кореїз, 2012).
- Пам'ятний знак на честь Тараса Григоровича Шевченка (у співавторстві, Київська обл., село Святопетрівське, 2012).
- Скульптурний комплекс святим страстотерпцям Борису і Глібу (у співавторстві, Вишгород, 2011)
- Пам'ятник Пилипу Орлику (у співавторстві, Крістіанстад, Швеція, 2011)
- Пам'ятник присвячений ліквідаторам аварії на ЧАЕС, (у співавторстві, Київська обл., село Колонщина, 2008)
- Пам'ятник Київському князю Святославу Хороброму (у співавторстві, Київська обл., село Старі Петрівці, 2008)
- Пам'ятник присвячений пам'яті жертв голодомору 1932—1933 років (у співавторстві, Вишгород, 2008)
- Пам'ятник Петру Могилі (у співавторстві, Київська обл., село Михайлівка-Рубежівка, 2008)
- Пам'ятник В'ячеславу Липинському (у співавторстві, Київ, 2007)
- Пам'ятник Іванові Франку (у співавторстві, Київ, 2006)
- Пам'ятник Богдану Хмельницькому (у співавторстві, Київ, 2005)
- Пам'ятник Петру Могилі (у співавторстві, Київ, 2005)
- Пам'ятник Григорію Сковороді (у співавторстві, Київ, 2005)
- Пам'ятник Тарасу Григоровичу Шевченко (у співавторстві, Київ, 2005)
- Пам'ятник Лесі Українці (у співавторстві, Київ, 2005)
- Пам'ятник Київському князю Ярославу Мудрому (у співавторстві, Київ, 2004)
- Пам'ятник Київському князю Святославу Хороброму (у співавторстві, Київ, 2003)
- Пам'ятний знак присвячений пам'яті жертв голодомору 1932—1933 років (у співавторстві, Київ, 2002)
- Пам'ятник Петру Конашевичу-Сагайдачному (у співавторстві, Київ, 2001)

## Меморіальні дошки
- Меморіальна дошка князю Костянтину Івановичу Острозькому (Свято-Троїцька греко-католицька церква, Вільнюс, 2018).
- Меморіальна дошка князю Костянтину Івановичу Острозькому, для Штабу литовсько-польсько-української військової бригади у Любліні (у співавторстві, Люблін, Польща, 2018).
- Меморіальна дошка присвячена академіку НАН України О.Ситенко, (у співавторстві, Київ, 2014).
- Меморіальна дошка присвячена академіку Петербурзької АН та ВУАН Перетцу Володимиру Миколайовичу, (у співавторстві,Київ, 2013).
- Меморіальна дошка присвячена Ляшку Івану Івановичу. (у співавторстві, Київ, 2012).
- Меморіальна дошка присвячена професору Інституту органічної хімії НАН України Ягупольському Леву Мойсейовичу. (у співавторстві, Київ, 2012)
- Меморіальна дошка присвячена Моцарю Анатолію Івановичу (у співавторстві, Київ, 2012)
- Меморіальна дошка присвячена Гусовському Сергію Володимировичу. Київ, 2001.
- Меморіальна дошка присвячена герою України, генералу армії Герасимову Івану Олександровичу. (у співавторстві, Київ, 2010)
- Меморіальна дошка присвячена Герою Радянського Союзу, маршалу авіації Олександру Покришкіну, (у співавторстві, Київ, Повітрофлотський проспект, 6, 2013)

## Фотогалерея

Пам'ятний знак Т.Г.Шевченку Київ, Аскольдова могила, 2014 рік.
Пам’ятник Князю Святославу. с. Старі Петрівці 2008 р.
Пам'ятник Петру Могилі, Михайлівка-Рубежівка, 2008 рік
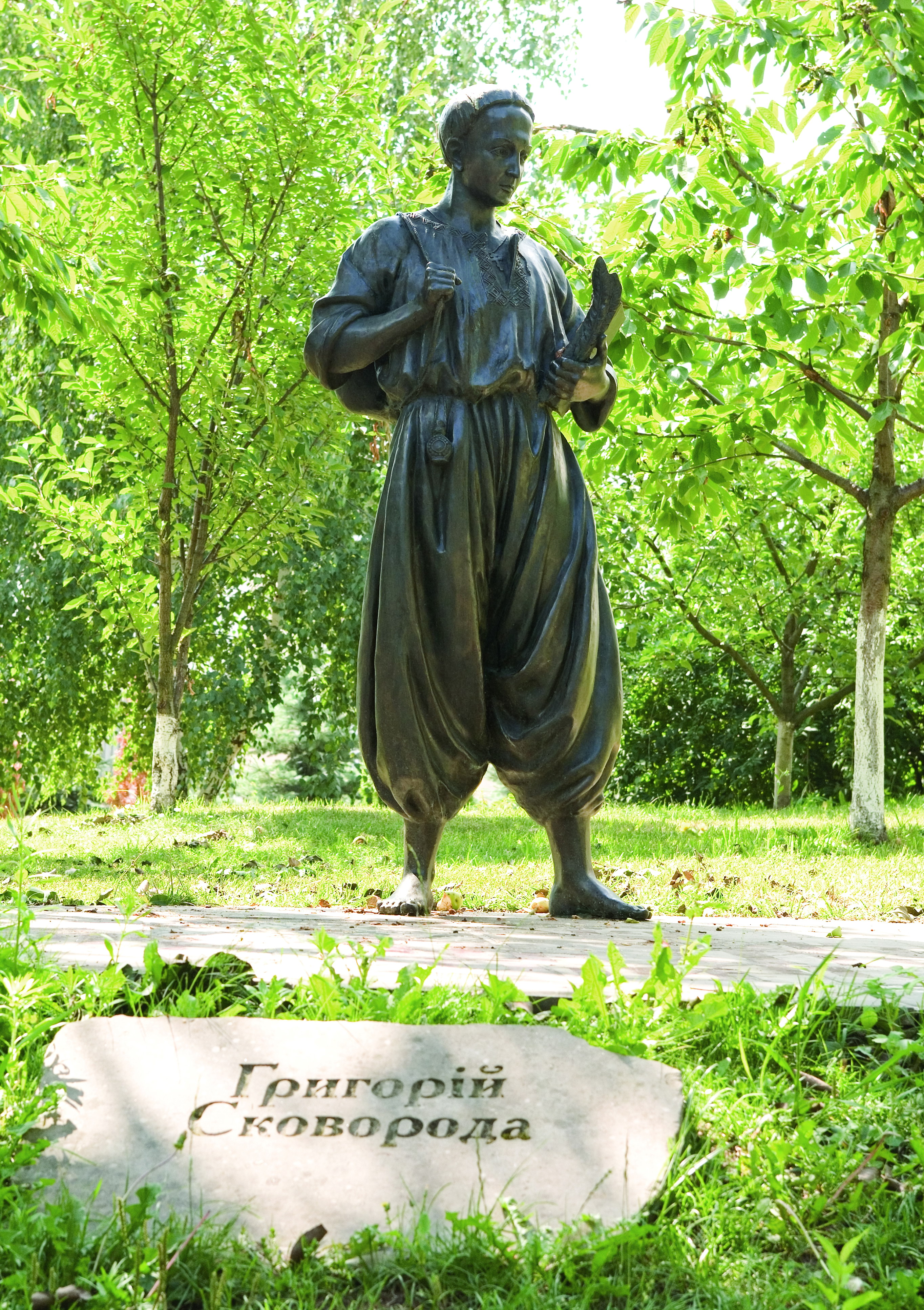
Пам'ятник Григорію Сковороді, м.Київ, МАУП, 2005 рік.
Пам'ятник Богдану Хмельницькому, м. Київ.
Пам'ятник В'ячеславу Липинському, м. Київ.
Пам'ятник Ярославу Мудрому, м.Київ, МАУП, 2004 рік
Пам'ятник князю Святославу, м.Києві.
Пам'ятник жертвам Голодомору,   м. Київ.